# Sarah Saldmann
Pour les articles homonymes, voir Saldmann.
Sarah Saldmann, née le 18 août 1991, est une avocate et chroniqueuse française.  

## Biographie

### Famille
Sarah Saldmann est la fille du médecin cardiologue, nutritionniste et chef d'entreprise français Frédéric Saldmann. 

### Avocate et personnalité médiatique
Avocate depuis le 8 novembre 2018,, elle se fait connaître par ses interventions polémiques récurrentes dans les médias comme BFM Business ou CNews (notamment dans l'émission Touche pas à mon poste !,,), où elle se crée, d'après Le Monde, « une persona de Cruella BCBG de la lutte des classes ». L'hebdomadaire Marianne la qualifie quant à lui de « Nabilla du barreau ». Elle fait l'objet d'une procédure disciplinaire de la part du barreau de Paris pour ses multiples manquements aux obligations déontologiques,.
À la suite de ses déclarations sur les personnes « assistées », François Ruffin la met en situation en 2024 dans son documentaire Au boulot !,,,,,,,.

### Vie privée
En février 2025, Paris Match publie une photo volée montrant un baiser entre Sarah Saldmann et Luc Besson sur les Champs-Élysées, ; le magazine est condamné en mai à leur verser 6 000 € de dommages-intérêts pour atteinte à la vie privée.

## Polémiques

### Sur l'écologie
Le 8 juin 2022, dans l'émission Les Grandes Gueules sur RMC, Sarah Saldmann déclare : « À titre personnel, je me fous de l'écologie, ça ne m'intéresse pas, je vois d'abord mon intérêt et ensuite éventuellement celui de la planète. Je prends deux bains par jour, j'adore ça. ». 
Ces propos engendrent de vives réactions, notamment du journaliste Hugo Clément qui dénonce une « irresponsabilité médiatique de continuer à diffuser ce genre de discours, qui condamne les générations futures à un monde invivable. ».

### Sur l'«assistanat»
Le 8 septembre 2022, l'avocate déclare, dans Les Grandes Gueules, que les personnes prenant un arrêt maladie pour un rhume ou une angine sont « des glandus, des assistés, des feignasses ».
À la suite de cette sortie, elle est invitée par François Ruffin à rencontrer des gens qui vivent dans la souffrance économique et sociale : cette histoire est l'objet du film Au boulot !,,,,,,. Après le film, elle reconnaît s'être trompée avec ses propos sur l'assistanat et sur la réforme des retraites. Sur CNews dans L'Heure des pros en juin 2025, s'opposant aux propos de Pascal Praud, elle déclare « avoir compris que ça ne fait pas plaisir aux gens de vivre des allocs et qu'ils voudraient bien au contraire vivre de leur travail ».

### Procédure disciplinaire
En 2023, elle fait l'objet d'une enquête déontologique du barreau de Paris pour « manquements » aux devoirs de délicatesse et de modération et fait l'objet d'un blâme de la part du conseil de discipline de l'ordre des avocats de Paris le 22 décembre 2023, en raison de ses multiples détournements de la liberté d'expression.

## Positionnement politique
Intervenant parfois sur CNews pour L'Heure des pros et sur C8 avec Touche pas à mon poste !, elle défend le groupe Bolloré, qu'elle estime être le groupe de la « liberté d'expression ».

## Publications
- Tout pour se défendre ! : Mes droits, mode d'emploi (corédigé avec Olivier Cousi), Paris, Robert Laffont, 2021, 392 p. (ISBN 978-2-221-25342-7 et 978-2-221-25646-6, lire en ligne)[22],[23].
- Se protéger, c'est gagner : L'indispensable manuel de self-défense (et survie) juridique, Paris, Robert Laffont, 2023, 298 p. (ISBN 978-2-221-26791-2 et 978-2-221-26792-9, lire en ligne)[24].
- Manuel de self-défense juridique, Paris, Pocket, coll. « Pocket » (no 19403), 2024, 330 p. (ISBN 978-2-266-34297-1).
- Le Bon Droit en toutes saisons, Paris, Robert Laffont, 2025, 259 p. (ISBN 978-2-221-27847-5 et 978-2-221-27848-2, lire en ligne).

## Filmographie
- Au boulot !, film documentaire réalisé en 2024 par Gilles Perret et François Ruffin